# Angelė Jankūnaitė-Rupšienė
Angelė Jankūnaitė-Rupšienė (Vilnius, 27 juni 1952) is een voormalig basketbalspeelster die uitkwam voor het nationale basketbalteam van de Sovjet-Unie. Ze kreeg de onderscheidingen Meester in de sport van de Sovjet-Unie in 1976, de Medaille voor Voortreffelijke Prestaties tijdens de Arbeid en de Orde van de Volkerenvriendschap.

## Carrière
Rupšienė speelde haar gehele carrière van 1968 tot 1980 voor Kibirkštis Vilnius. Ze werd in 1969, 1971 en 1972 derde om het landskampioenschap van de Sovjet-Unie. In 1981 stopte ze met basketbal.
In 1976 en 1980 won Rupšienė de gouden medaille op de Olympische Spelen. In 1971 en 1975 werd ze wereldkampioen. In 1974, 1976 en 1978 werd ze Europees kampioen.

## Erelijst
- Landskampioen Sovjet-Unie:
  - Derde: 1969, 1971, 1972
- Olympische Spelen: 2
  - Goud: 1976, 1980
- Wereldkampioenschap: 2
  - Goud: 1971, 1975
- Europees kampioenschap: 3
  - Goud: 1974, 1976, 1978